# Pampasand
Pampasand (Netta peposaca) är en sydamerikansk fågel i familjen änder inom ordningen andfåglar.

## Utseende
Hanen är övervägande svart, med grön glans på ryggen, grå övre vingtäckare och vitt akterparti. Den har rödrosa näbb med svart näbbnagel. I häckningstid blir näbben rödare och näbbplattan vid övre näbbroten sväller till en kraftig knopp. Honan är varmbrun med ljust bröst och ansikte, vitt akterparti och blågrå näbb. Båda könen har ljusa vingundersidor och vita övre vingpennor med svarta spetsar vilket ger dem ett stort tydlig vitt vingband som syns i flykten.

## Utbredning och systematik
Fågeln förekommer på låglandet från sydöstra Brasilien till södra Argentina och Chile. Den placeras traditionellt i släktet Netta tillsammans med rödhuvad dykand och sammetsand. DNA-studier visar dock att dessa tre inte är varandras närmaste släktingar, där pampasanden står närmare dykänderna i Aythya än vad rödhuvad dykand gör. Dessa resultat har dock ännu inte lett till några taxonomiska förändringar.

## Status och hot
Arten har ett stort utbredningsområde och en stor population, och tros öka i antal. Utifrån dessa kriterier kategoriserar IUCN arten som livskraftig (LC). Världspopulationen uppskattas till ungefär en miljon individer.

## Ekologi
Pampasanden påträffas i relativt grunda sötvattensvåtmarker och småsjöar med ordentliga mängder flytande växtlighet. När den ruggar ses den tillfälligt på mer öppet och djupare vatten. Vid födosök besöker den också risfält. Fågeln lever troligen huvudsakligen av vegetabilisk föda som frön, rötter, växtdelar, gräs och säv. Den plockar huvudsakligen föda från ytan och tippar, men dyker också, dock mer sällan. Fågeln betar också gärna gräs på land.
Fågeln häckar från oktober-november till februari-mars. Exakt hur är oklart, men den tros vara säsongsmässigt monogam liksom sina släktingar. Boet görs av färska växter rikligt fodrat med dun och placeras över eller nära vatten i tät växtlighet. Honan lägger vanligtvis tio gröngrå ägg som den ruvar i 27-29 dagar. Pampasanden har noterats lägga ägg i andra änders bon. Omvänt boparasiteras pampasanden av svarthuvad and.

## Namn
Fågeln har på svenska tidigare kallats peposacaand. "Peposaca", som även återfinns i dess vetenskapliga artnamn, kommer av namnet för fågeln på guaraní: Ihpé pepó-sakâ. En alternativ källa är namnet för en andfågel på aztekspråket nahuatl, Pepetzca.

## Bildgalleri

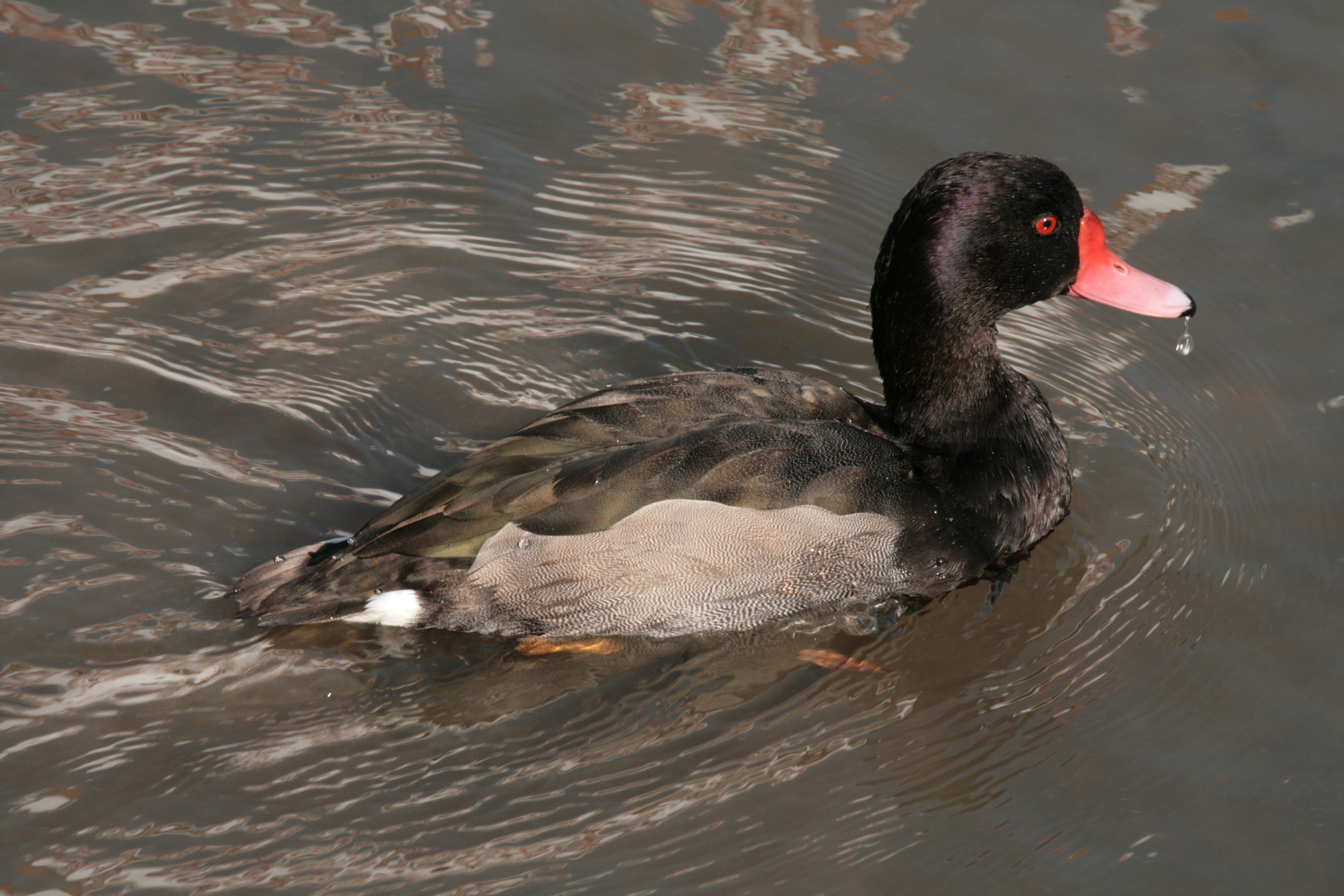
Hane.
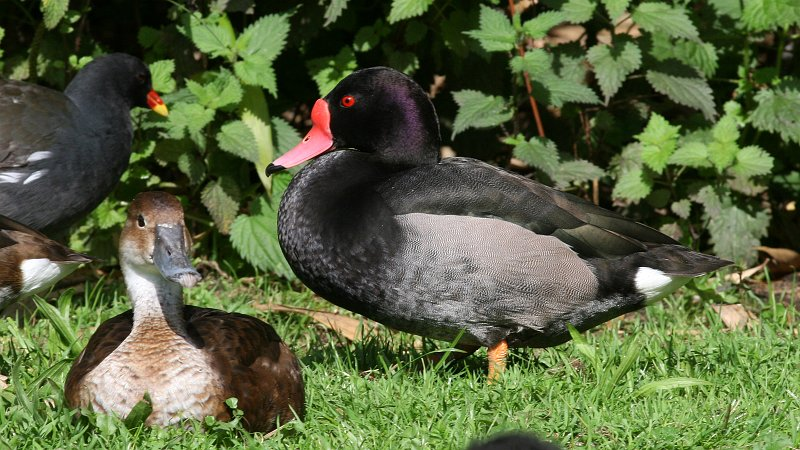
Par.
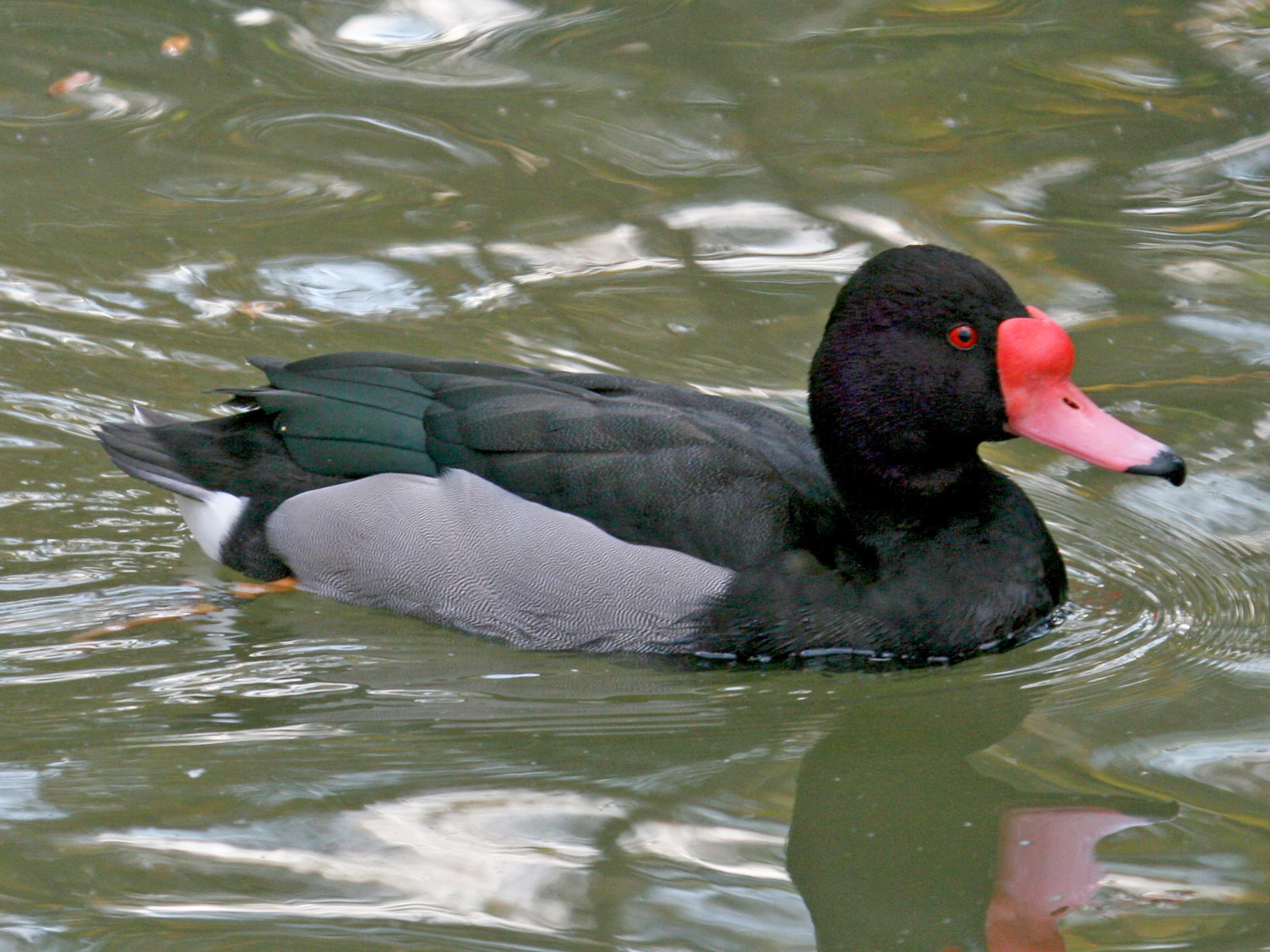
Hane.